# ادوین او. ریشاور
ادوین او. ریشاور (انگلیسی: Edwin O. Reischauer; ۱۵ اکتبر ۱۹۱۰ – ۱ سپتامبر ۱۹۹۰) دیپلمات و  دانشمند در زمینه شرق‌شناسی و تاریخ و فرهنگ ژاپن اهل ایالات متحده آمریکا بود.